# Milan Rožmarin
Milan Rožmarin, slovenski slikar in fizik, * 5. julij 1946, Slovenska Bistrica, † december 2017.

## Življenje
Rožmarin je v Mariboru končal osnovno šolo in klasično gimnazijo. Diplomiral je na Oddelku za fiziko in matematiko, na Fakulteti za naravoslovje in tehnologijo v Ljubljani.
V obdobju okrog petdeset let kreativnega dela, iskanja novih slikarskih tehnik, eksperimentiranja z inovativnimi slikarskimi efekti in poznavanjem materialov, je počasi razvil lastni stil slikanja, po katerem je prepoznaven. Njegovo slikanje je bilo transformacija vidne realnosti preko mentalnega sveta v domišljijske slike, ki so sinteza barvnih naključij in naključnih form. Živel in delal je v Ljubljani in Portorožu.

## Samostojne razstave
- November 1995, Galerija Jožef Stefan , Ljubljana
- November 2001, Galerija Jožef Stefan, Ljubljana
- Oktober 2003, Likovno razstavičše Univerzitetne knjižnice Maribor
- Junij 2005, M. Rožmarin (oljne slike) in Samo Kralj (poučni strip), Galerija Muta, Muta
- Oktober 2005, Galerija Loterije Slovenija, Ljubljana
- September 2006, Galerija Krka, Novo mesto
- Januar 2007, Galerija Ana, Sevnica
- Maj 2008, Galerija Vodnikove domačije, Ljubljana
- Oktober 2008, Galerija Rika Debenjaka, Kanal ob Soči, Ljubljana
- Maj 2009, Galerija Barbara, Velenje
- November 2009, Galerija Krka, Ljubljana
- Maj 2010, Galerija Graslov stolp, Slovenska Bistrica
- Februar 2014, Galerija v parku, Krško
- Oktober 2014, Galerija Jožef Stefan , Ljubljana

## Galerija
- Klapavice 
olje na platnu 
120 cm x 100 cm
 2006
- Feniks 
olje na platnu 
120 cm x 90 cm
 2006
- Rdeča cesta 
olje na platnu 
120 cm x 90 cm
 2006
- Stara čolnarna 
olje na platnu 
70 cm x 80 cm
 2008
- Oranžno... 
olje na platnu 
50 cm x 60 cm
 2008
- Simetrija je rdeča 
olje na platnu 
65 cm x 65 cm
 2008